# Aya Sugimoto
Aya Sugimoto (杉本 彩 Sugimoto Aya?, Kioto, 19 de julio de 1968) es una personalidad de televisión japonesa, actriz, bailarina, autora, ídolo fotograbado y cantante nacida en Kioto. Ella también tuvo una carrera de J-pop entre finales de los 80 y principios de los 90.

## Carrera

### Primeros años
Aya Sugimoto creció en Kioto bajo una educación "estricta", convirtiéndose en la primera incursión en el mundo del entretenimiento cuando comenzó a modelar a los 15 años. Alentada por su compañía de gestión, decidió embarcarse en una carrera como cantante.

### Cantante y autora (1988–2003)
Lanzó nueve singles y seis álbumes entre 1988 y 1991, incluidos los éxitos número 1 "Boys" y "Gorgeous". Su álbum más reciente en 1995 (Femme Fatale) siguió una pausa luego de su matrimonio con el productor musical Toshinori Numata.
Como escritora de muchas de sus propias letras que incluían temas eróticos, decidió centrar su atención en escribir novelas eróticas, publicando obras como The Rules of Supreme Pleasure, Immoral y el ensayo de 2004, Orgasm Life.
En julio de 2003, Sugimoto pasó por un divorcio de alto perfil de su esposo durante 11 años. Sugimoto afirmó que no había suficiente sexo en su matrimonio, y el término "divorcio sin sexo" se convirtió en un eslogan entre las esposas frustradas en Japón. Sugimoto dijo: "No pensé que fuera tan importante. En realidad pensé que era una razón más saludable para querer salir que muchos otros tipos de divorcios que arrastran lodo".

### Actuación (2003–)
Después de la notoriedad que ganó con la publicidad que rodeaba el divorcio, Sugimoto fue uno de los invitados más sinceros en el programa de entrevistas del viernes en la noche en TV Tokyo, Anhelos de la diosa.
Como actriz, luego apareció en el papel de Queen Beryl en la serie de televisión 2003-2004 Pretty Guardian Sailor Moon, una adaptación de acción en vivo de la serie de anime de los 90.
En 2004, protagonizó el remake del director Takashi Ishii de la novela S&M de Oniroku Dan, Flower and Snake.
Trabajando con el maestro de bondage Go Arisue, repitió el papel que interpretó por primera vez Naomi Tani en la versión de la novela, Flower and Snake (1974) del director Masaru Konuma. Pasó aproximadamente el 75% de su tiempo en la pantalla sin ropa y participando en actos sexuales humillantes, pero en el mismo año fue elegida como la segunda mujer más sexy de Asia por la revista Playboy, solo por debajo de Zhang Ziyi.
En 2006, Sugimoto apareció junto a la actriz adulta japonesa Sora Aoi en la comedia dramática Shimokita Glory Days de la medianoche en TV Tokyo. El programa también contó con otras actrices adultas como Yuma Asami en una historia sobre un estudiante universitario que se muda a Tokio y vive en una casa compartida de mujeres. Cada uno de los doce episodios se presentó como "lecciones" que presentaban temas sexuales y desnudos. Sugimoto afirmó en una entrevista sobre la serie que "la sociedad no puede consistir solo en elementos de "alta calidad", y eso también es válido para el erotismo visual".
En septiembre de 2008, Sugimoto se convirtió en el primer modelo japonés en la campaña internacional contra el pelaje desnudo de PETA.

En noviembre de 2008, realizó una interpretación del tango de la historia de Sada Abe, una prostituta notoria que asfixió y castró a su amante. Titulada Tango Nostalgia, el programa fue una extensión de sus actuaciones en Urinari Geinojin Shako Dansu-bu (ウリナリ芸能人社交ダンス部?) de Nippon Television, un programa de televisión japonés similar a Dancing with the Stars en el que actuó con el comediante Kiyotaka Nanbara.
Sugimoto es actualmente miembro habitual del programa de variedades NTV Majyotachi no 22ji, ofrece consejos como un "experto en el amor", junto con el artista transgénero Ai Haruna y la modelo Tsubasa Masuwaka.

## Discografía

### Álbumes
- Aya (Panam, 1988) – miniálbum
- Mizu Ningún Naka ningún Chiisana Taiyou (水の中の小さな太陽 "El Poco Sol en el agua") (Panam, 1988)
- Shakunetsu Densetsu (灼熱伝説 "Leyenda Caliente roja") (Panam, 1989) – miniálbum
- Alma & de cuerpo (Panam, 1990)
- Sueño japonés (Panam, 1990)
- Shiseikatsu (私生活 "Vida privada") (BMG Victor, 1991)
- Femme Fatale (Nippon Columbia, 1995)

### Sencillos
- "Chicos" (Panam, 1988) – versión de Cubierta del 1987 Italo discoteca canción por Sabrina Salerno
- "13nichi ningún Luna" (13日のルナ "Luna en el 13.º")  (Panam, 1988)
- "Nichiyoubi wa Dame yo" (日曜日はダメよ "El domingo es No Bueno")  (Panam, 1989)
- "B & S"  (Panam, 1990)
- "Usagi" (うさぎ "Conejo"） (Panam, 1990)
- "Gorgeous" (ゴージャス) (Panam, 1990)
- "Kagayaitete..." (輝いてて・・・ "Brillo Encima") (BMG Victor, 1991)
- "Ai ga Shiritai" (愛が知りたい – "I quiere Saber Amor") (BMG Victor, 1992)
- "Le ~Soir Eien Ningún Wakare~" (Le SOIR～永遠の別れ～) (BMG Victor, 1993)

## Filmografía
- 1987: Shōnan Bakusōzoku: Bombardero Bikers de Shonan (Shōnan Bakusōzoku), dir. Nobutaka Nishizawa Y Daiki Yamada
- 1993: Megami ga kureta natsu, dir. Takeo Imai
- 1994: Un Amor Nuevo en Tokyo (Ai ningún shinsekai), dir. Banmei Takahashi
- 1998: Ultraman Tiga & Ultraman Dyna: Guerreros de la Estrella de Ligero (Urutoraman Tiga & Urutoraman Daina: Hikari ningún hoshi ningún senshi tachi), dir. Kazuya Konaka
- 2002: Ultraman Cosmos 2: El Planeta Azul (Urutoraman Kosumosu: Za Burū Puranetto), dir. Tsugumi Kitaura
- 2003: la mermelada Filma 2, dir. Hidenori Inoue
- 2004: Flor y Culebra, dir. Takashi Ishii
- 2004: Novia: Alguien Complace Parar el Mundo, dir. Ryuichi Hiroki
- 2005: Gokudô ningún onna-tachi: Jôen, dir. Hajime Hashimoto
- 2005: Hana a hebi 2: Pari/Shizuko, dir. Takashi Ishii
- 2006: LoveDeath, dir. Ryuhei Kitamura
- 2006: Atrapó Cenizas, dir. Sean S. Cunningham, John Gaeta, Monte Hellman, Ken Russell y Joe Dante
- 2006: Tren de Fantasma (Otoshimono), dir. Takeshi Furusawa
- 2007: Taitei ningún Ken, dir. Yukihiko Tsutsumi
- 2008: Johnen: Sada ningún ai, dir. Rokuro Mochizuki
- 2009: SANGRE Buraddo, dir. Diez Shimoyama
- 2010: Kamen Jinete W Para siempre: Un a Z/El Gaia Memorias de Destino (Kamen Redadaā Daburu Fōebā: Ē tu Zetto/Unmei ningún Gaia Memori), dir. Koichi Sakamoto
- 2013: 009-1, dir. Koichi Sakamoto